# Hl. Kreuzauffindungskirche (Panoteriai)

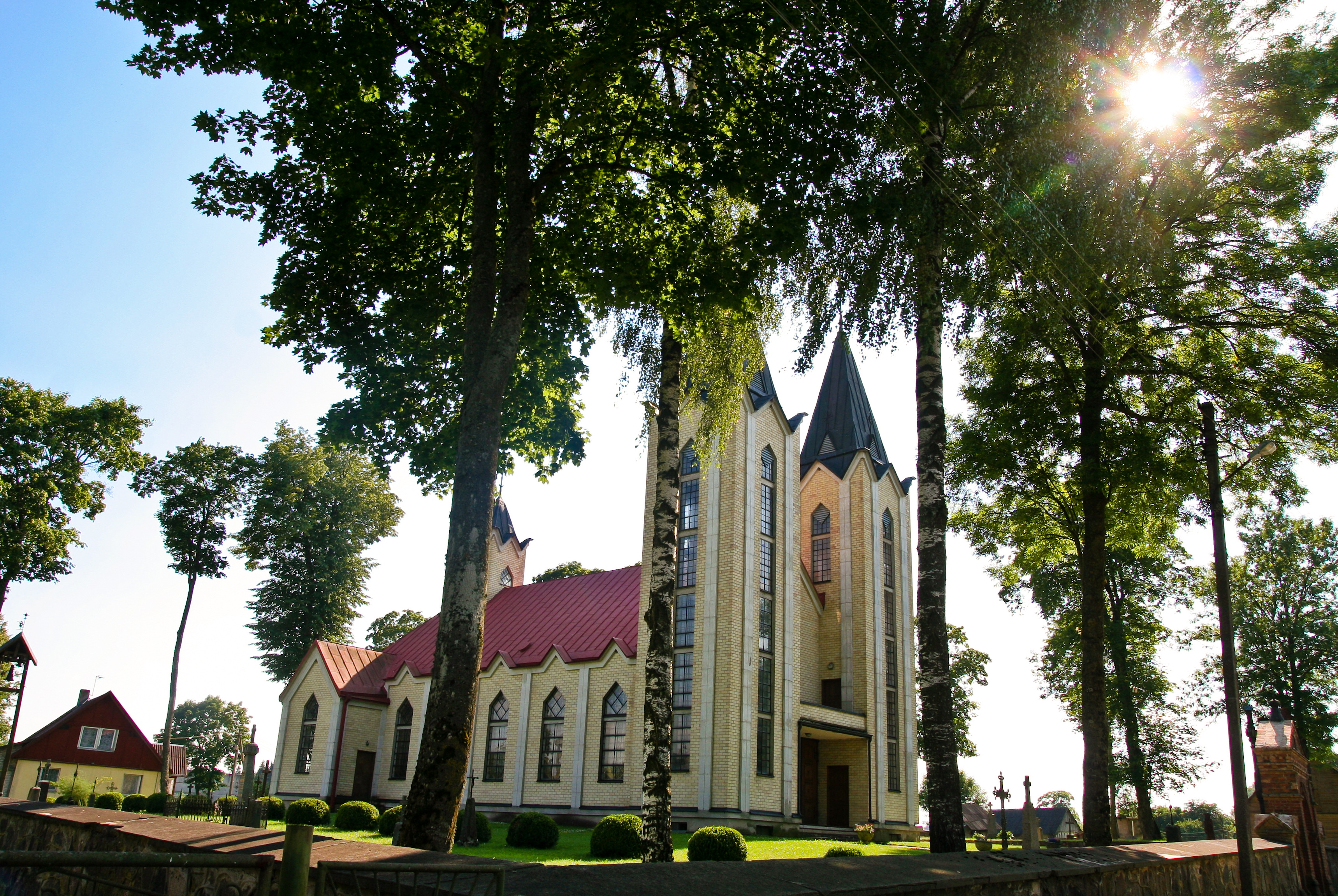
Die Kreuzauffindungskirche von Nordosten

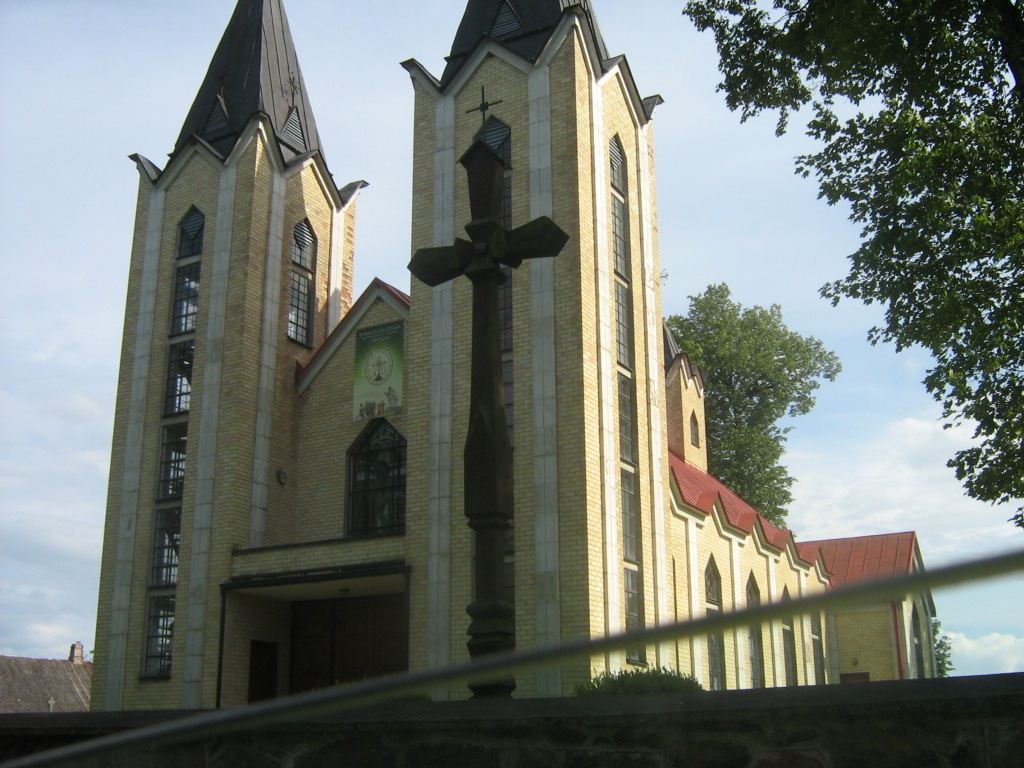
Nordwestansicht

Die Kirche der Auffindung des heiligen Kreuzes (lit. Panoterių Šv. Kryžiaus Atradimo bažnyčia) steht in Panoteriai (Amtsbezirk Šilai, Rajongemeinde Jonava) in Litauen, an der Landstraße Jonava-Siesikai. Die Pfarrgemeinde gehört dem Dekanat Jonava seit 1992 (bis 1992 dem Dekanat Žeimiai).

## Geschichte
1441 schenkte der Gutsbesitzer Baltramiejus Urbonaitis ein Grundstück in Panoteriai an die Kirche Siesikai für den Bau einer Kapelle. 1584 wurde sie evangelisch. 1700 brannte die Kapelle ab und wurde nicht wieder aufgebaut. Bis 1744 baute man eine neue katholische Kapelle. Sie gehörte der Kirche Siesikai.  
Im Jahr 1864 wurde die Kapelle auf Initiative und mit Mitteln des Priesters Juozapas Sakalauskas und der Gemeindemitglieder erneuert und vergrößert.
1994 wurde eine neue moderne Kirche aus gelb und weiß verputztem Backstein mit weithin sichtbarer Doppelturmfassade und einem laternenartigen Dachreiter über dem Altar gebaut.